# Уэстфилд (Висконсин)
Уэстфилд (англ. Westfield) — американский населенный пункт (деревня) в округе Маркетт, Висконсин. По данным переписи 2010 года население составляло 1254 человека.

## Население
По данным переписи 2010 года население составляло 1254  человекa, в городе проживало 321 семья, находилось 523 домашних хозяйства и 578 строений с плотностью застройки 143,1 строения на км². Плотность населения 310,3 человека на км². Расовый состав населения: белые - 96,4%, афроамериканцы - 0,30%, коренные американцы (индейцы) - 0,4%, азиаты - 0,8%, представители других рас - 0,9%, представители двух или более рас - 1,2%. Испаноязычные составляли 3,7% населения. 
В 2000 году средний доход на домашнее хозяйство составлял $30 341 USD, средний доход на семью $34 306 USD. Мужчины имели средний доход $30 758 USD, женщины $22 938 USD. Средний доход на душу населения составлял $17 318 USD. Около 7,3% семей и 9,5% населения находятся за чертой бедности, включая 10,2% молодежи (до 18 лет) и 15,3% престарелых (старше 65 лет).